# Antonov An-3
Antonov An-3 je sovjetski/ukrajinski višenamjenski zrakoplov razvijen na temelju Antonova An-2. 

## Povijest
Formalni interes o razvoju turboprop inačice An-2 se pojavio na početku 1970-ih. Prvotno je planiran novi dizajn sličan kao i kod An-2, ali kako se to činilo kao previše za jedan poljoprivredni zrakoplov, od toga se odustalo.

Antonov se zatim fokusirao na jednostavnu modifikaciju An-2 u turboprop konfiguraciju. Na An-2SKh je ugrađen Glushenkov TVD-20 turboprop motor koji je pokretao trokraki propeler te su uz razna kokpitska poboljšanja na prednjem dijelu trupa ugrađena dodatna vrata.
Prvi let je obavljen 13. svibnja 1980. no kako se odugovlačilo s projektom, sva testiranja su završena tek 1991. Prvotno je planirana modifikacija postojećih An-2 na An-3 standard, no padom SSSR-a projekt je opet zaustavljen kako bi se ponovno pokrenuo u kasnim 1990-ima. 

## Tehničke karakteristike
Osnovne karakteristike
- posada: 2
- dužina: 14,0 m
- raspon krila: 18,2 m
- površina krila: 71,6 m2
- visina: 4,9 m

Letne karakteristike
- najveća brzina: 260 km/h
- ekonomska brzina: 220 km/h
- dolet: s maksimalnim gorivom:1.025 km
maksimalno natovaren: 300 km
- brzina penjanja: 5 m/s
- najveća visina leta: 4.400 m
- specifično opterećenje krila: 81 kg/m2
- motor: 1 x Glushenkov TVD-20M turboprop

## Poveznice
- Antonov An-2